# Escape (The Piña Colada Song)
"Escape (The Piña Colada Song)" is een single van de Britse singer-songwriter Rupert Holmes. Het nummer werd uitgebracht als de eerste track op het album Partners In Crime uit 1979.

## Achtergrond
Escape (The Piña Colada Song) is geschreven door Rupert Holmes en geproduceerd door Jim Boyer en Rupert Holmes. Het nummer is uitgebracht als enkel Escape, maar is meer bekend onder de naam The Piña Colada Song. De cocktail piña colada zou eerst niet eens in de tekst voorkomen, aangezien de regel "If you like Piña Coladas" eerst de tekst "If you like Humphrey Bogart" heette. Rupert Holmes besloot deze tekst te vervangen omdat hij ten eerste al vaker referenties naar Humphrey Bogart had gemaakt in eerdere nummers en iets anders wilde en ten tweede omdat hij vond dat een cocktail paste bij de vrijheid die de tekst uitstraalt. Een piña colada was de eerste cocktail waar Holmes aan dacht. Het nummer gaat over een man die via krantadvertenties op date gaat, terwijl hij zelf een vrouw heeft. Hij wil ontsnappen van zijn relatie. Als hij uiteindelijk op de date gaat, blijkt degene die de advertentie had geplaatst zijn eigen vrouw te zijn. Het lied was een groot internationaal succes en bereikte zelfs de eerste plaats in de Verenigde Staten.
Het nummer is later vaak gebruikt in films, waaronder Shrek, The Sweetest Thing en Guardians of the Galaxy en in series, zoals Six Feet Under en The Simpsons.

## NPO Radio 2 Top 2000
| Nummer met noteringen in de NPO Radio 2 Top 2000 | '01  | '02  |
| ------------------------------------------------ | ---- | ---- |
| Escape (The Piña Colada Song)                    | 1853 | 1558 |

1. ↑  Een vetgedrukt getal geeft de hoogste notering aan.
2. ↑  2001 was het eerste jaar met een notering voor dit nummer.
3. ↑  Deze tabel is bijgewerkt tot en met de laatste editie (2024).